# Бабье (озеро, Мурманская область)
Бабье — пресноводное озеро на территории сельского поселения Зареченск Кандалакшского района Мурманской области.
Является частью Княжегубского водохранилища.

## Общие сведения
Площадь озера — 3,3 км², площадь водосборного бассейна — 1030 км². Располагается на высоте 37,2 метров над уровнем моря.
Форма озера лопастная. Берега изрезанные, местами заболоченные.
Через озеро течёт река Каменная, впадающая в Ковдозеро, через которое протекает река Ковда, впадающая, в свою очередь, в Белое море.
В озере расположено более двух десятков безымянных островов различной площади, рассредоточенных по всей площади водоёма.
Населённые пункты и автодороги вблизи водоёма отсутствуют.
Код объекта в государственном водном реестре — 02020000611102000001525.